# Guilalo

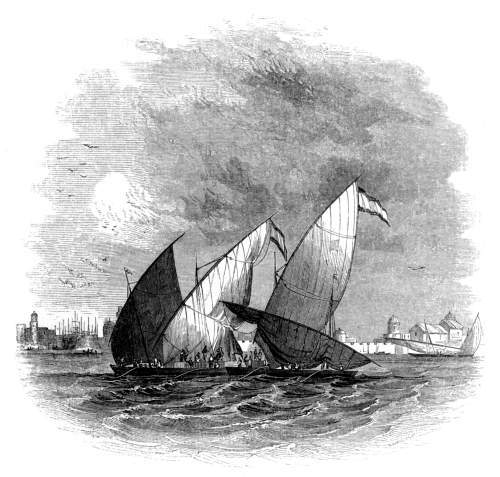
Guilalo dans la baie de Manille (gravure sur bois de 1848).

Guilalo (également appelé gilalo, jilalo, bilalo ou guilálas), est un type de grand voilier à balanciers, utilisé par les tagalog aux Philippines. Ils étaient des navires communs dans la baie de Manille aux 18e et 19e siècles,.      

## Description et usages
Les guilalos sont facilement identifiables par leurs deux grandes voiles de fibres tissées. Ils étaient dirigés par un gouvernail central et peuvent être munies avec des rames à lames rondes,,,.
Ils ont transporté des passagers et des marchandises (comme du poisson et des fruits séchés) entre Manille et Cavite,. Ils ont également été utilisés dans la région des Batangas.
Ils étaient aussi parfois appelées tafurea (ou tarida) en espagnol, en raison de leur apparence similaire avec le tafureas qui est, durant le Moyen Âge européen, un type de voilier à fond plat, utilisé pour le transport des chevaux. Ils ont aussi parfois été confondus avec le panco du sud des Philippines.